# Garnlav
Garnlav (Alectoria sarmentosa) är en lavart som först beskrevs av Erik Acharius, och fick sitt nu gällande namn av Erik Acharius. Garnlav ingår i släktet Alectoria och familjen Parmeliaceae.  Arten är reproducerande i Sverige. Inga underarter finns listade i Catalogue of Life.

## Bildgalleri

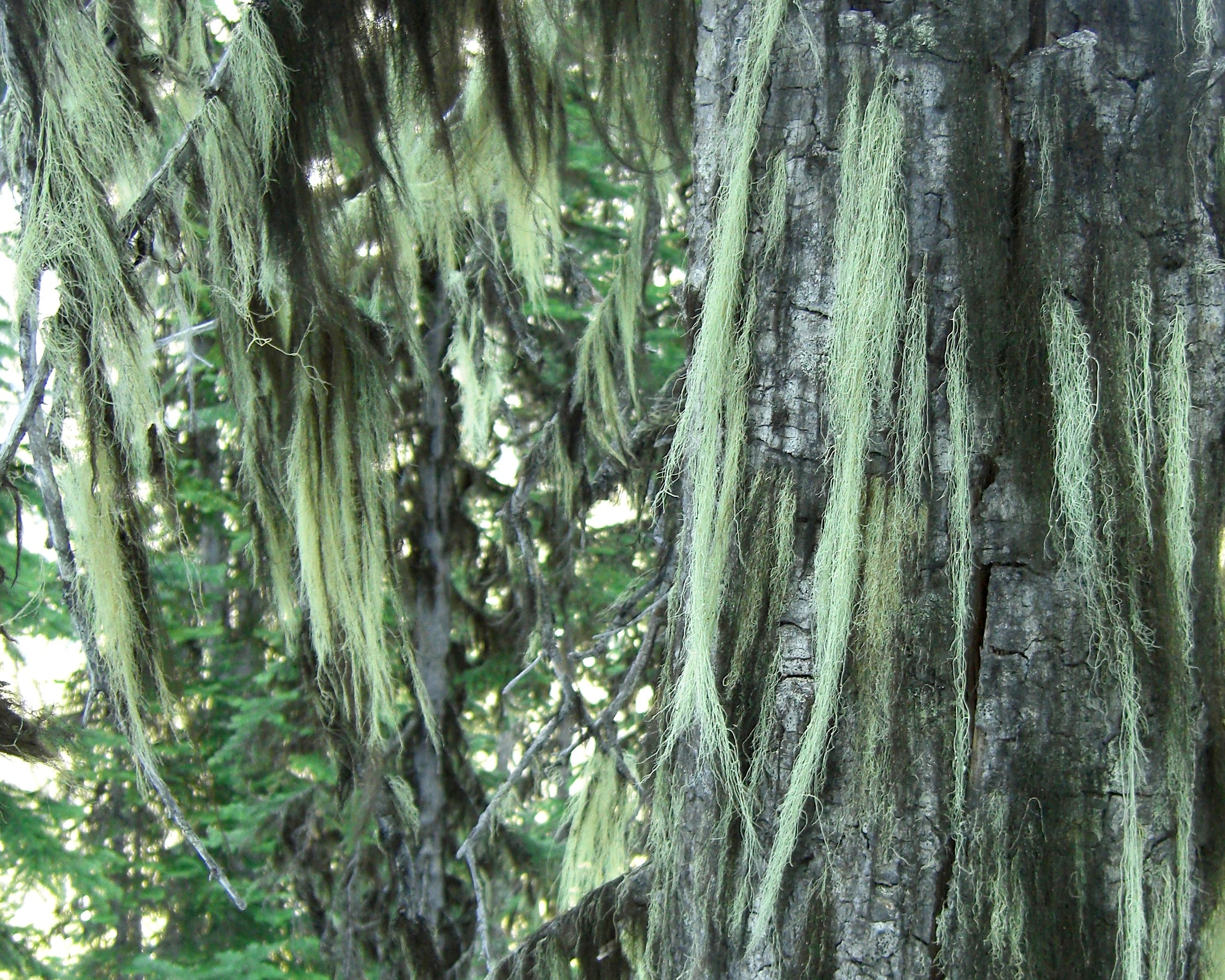
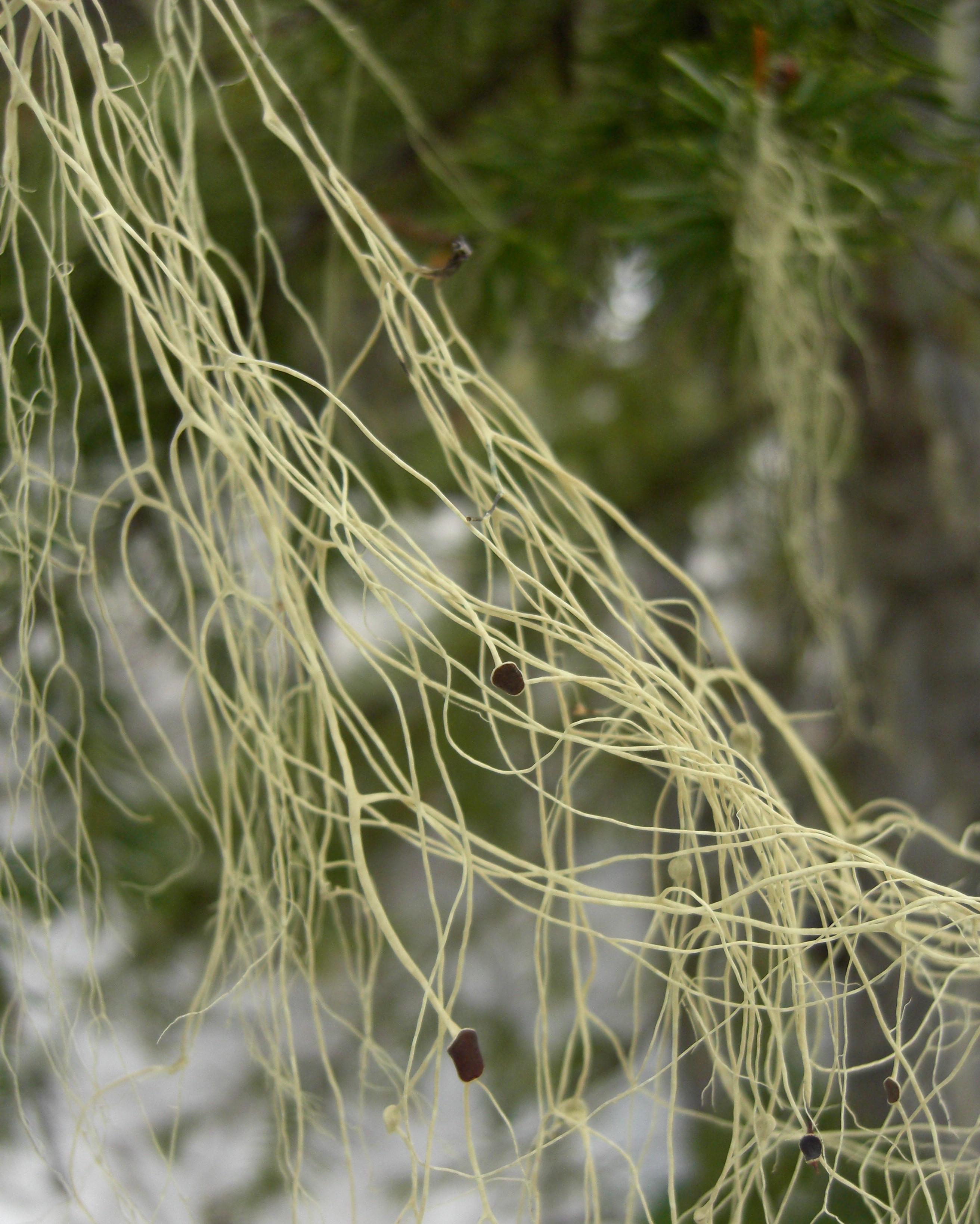
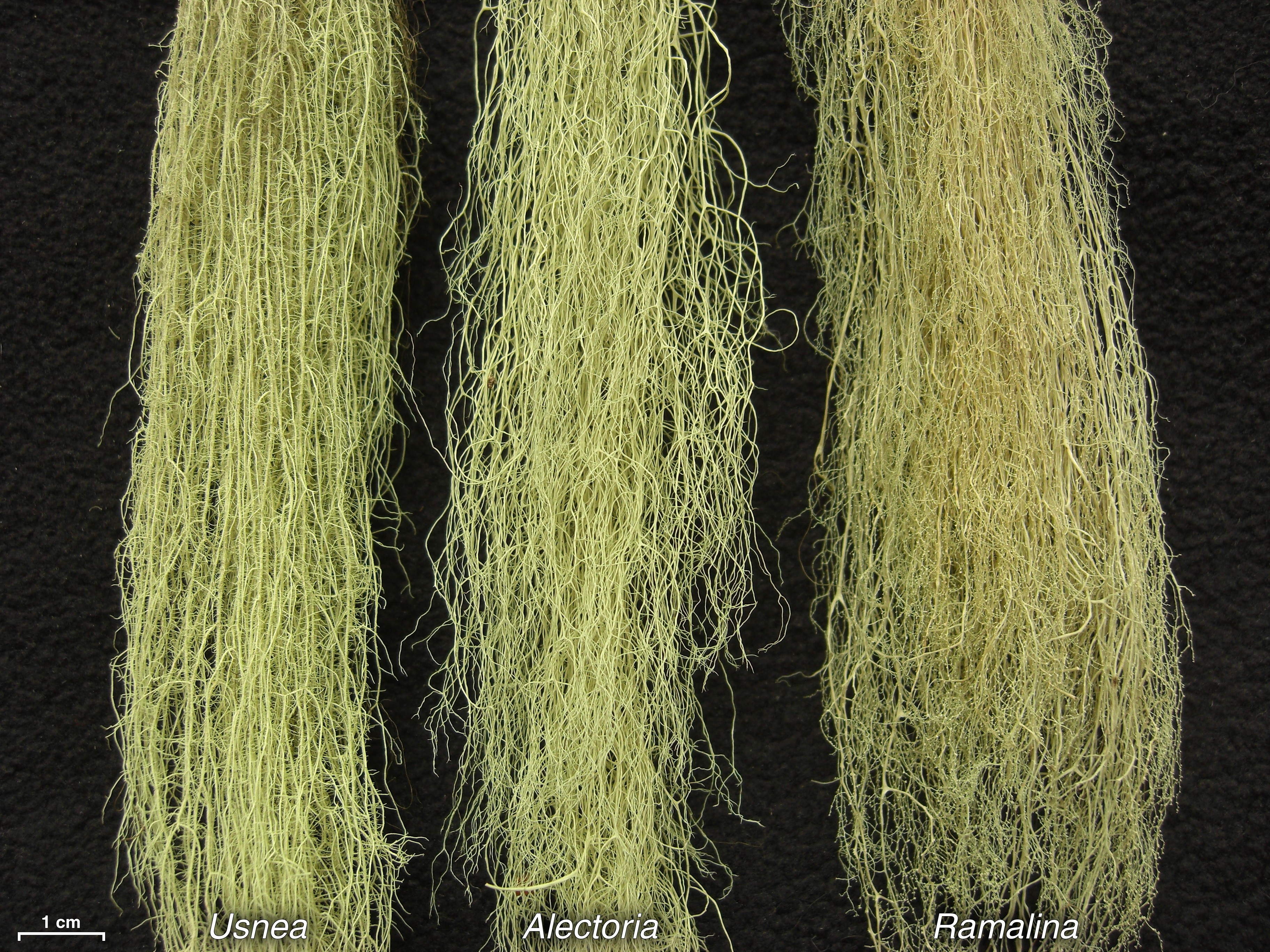
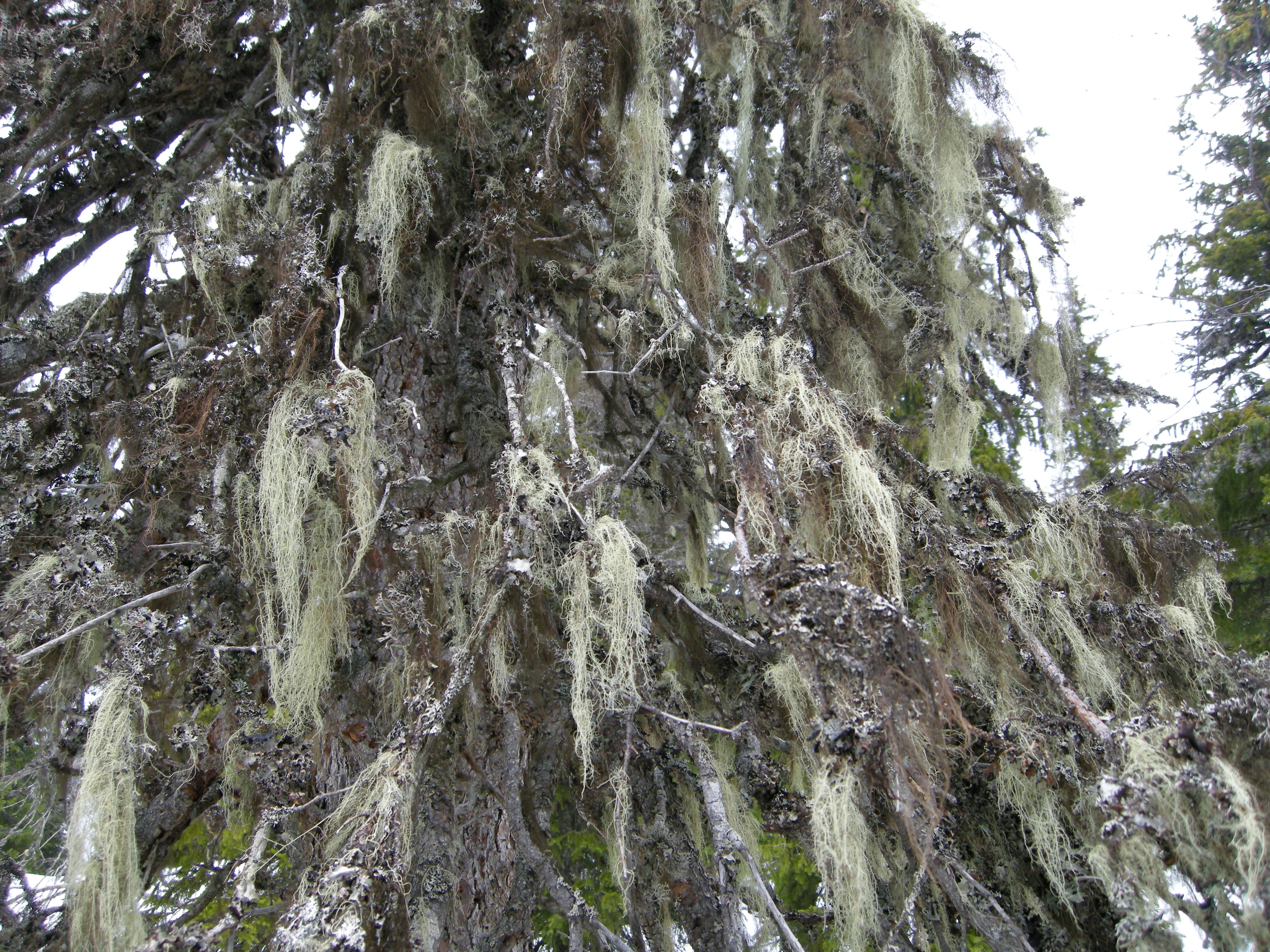